# Crunomys celebensis
Crunomys celebensis је врста глодара из породице мишева (Muridae).

## Распрострањење
Ареал врсте је ограничен на једну државу. Индонежанско острво Сулавеси је једино познато природно станиште врсте.

## Станиште
Станишта врсте су шуме, планине, поља риже и поља кукуруза.

## Угроженост
Подаци о распрострањености ове врсте су недовољни.